# Henry Montgomery (psykolog)
Henry Albert Roger Montgomery, född 19 juni 1943, är en svensk psykolog. Han är professor emeritus i kognitiv psykologi vid Stockholms universitet. Hans forskningsområde är beteendefinans. Han har mottagit pris som årets lärare vid Stockholms universitet.
Henry Montgomery tillhör den adliga ätten Montogmery nr 1960 B. Han invaldes som hedersledamot av Konstakademien 1993.